# Aphonopelma coloradanum
Aphonopelma coloradanum är en spindelart som först beskrevs av Chamberlin 1940.  Aphonopelma coloradanum ingår i släktet Aphonopelma och familjen fågelspindlar. Inga underarter finns listade i Catalogue of Life.